# Villedômain
Villedômain és un municipi francès, situat al departament de l'Indre i Loira i a la regió de Centre – Vall del Loira. L'any 2007 tenia 114 habitants.

## Demografia

### Població
El 2007 la població de fet de Villedômain era de 114 persones. Hi havia 54 famílies, de les quals 15 eren unipersonals (15 homes vivint sols), 27 parelles sense fills, 8 parelles amb fills i 4 famílies monoparentals amb fills.
La població ha evolucionat segons el següent gràfic:
Habitants censats

### Habitatges
El 2007 hi havia 81 habitatges, 55 eren l'habitatge principal de la família, 19 eren segones residències i 8 estaven desocupats. Tots els 81 habitatges eren cases. Dels 55 habitatges principals, 45 estaven ocupats pels seus propietaris, 8 estaven llogats i ocupats pels llogaters i 2 estaven cedits a títol gratuït; 3 tenien dues cambres, 20 en tenien tres, 13 en tenien quatre i 18 en tenien cinc o més. 48 habitatges disposaven pel capbaix d'una plaça de pàrquing. A 27 habitatges hi havia un automòbil i a 24 n'hi havia dos o més.

### Piràmide de població
La piràmide de població per edats i sexe el 2009 era:
| Homes | Edats   | Dones |
| ----- | ------- | ----- |
| 0     | 95 o +  | 0     |
| 0     | 90 a 94 | 0     |
| 0     | 85 a 89 | 0     |
| 0     | 80 a 84 | 0     |
| 4     | 75 a 79 | 4     |
| 8     | 70 a 74 | 4     |
| 12    | 65 a 69 | 4     |
| 8     | 60 a 64 | 8     |
| 4     | 55 a 59 | 0     |
| 0     | 50 a 54 | 8     |
| 0     | 45 a 49 | 0     |
| 4     | 40 a 44 | 4     |
| 0     | 35 a 39 | 8     |
| 0     | 30 a 34 | 4     |
| 4     | 25 a 29 | 4     |
| 0     | 20 a 24 | 0     |
| 4     | 15 a 19 | 0     |
| 4     | 10 a 14 | 8     |
| 0     | 5 a 9   | 4     |
| 0     | 0 a 4   | 0     |

## Economia
El 2007 la població en edat de treballar era de 64 persones, 50 eren actives i 14 eren inactives. De les 50 persones actives 46 estaven ocupades (26 homes i 20 dones) i 4 estaven aturades (4 homes). De les 14 persones inactives 6 estaven jubilades, 3 estaven estudiant i 5 estaven classificades com a «altres inactius».

### Ingressos
El 2009 a Villedômain hi havia 52 unitats fiscals que integraven 119 persones, la mediana anual d'ingressos fiscals per persona era de 15.815 €.

### Activitats econòmiques
Dels 8 establiments que hi havia el 2007, 2 eren d'empreses de construcció, 1 d'una empresa de comerç i reparació d'automòbils, 1 d'una empresa de transport, 1 d'una empresa d'hostatgeria i restauració, 2 d'empreses de serveis i 1 d'una empresa classificada com a «altres activitats de serveis».
Dels 2 establiments de servei als particulars que hi havia el 2009, 1 era un paleta i 1 perruqueria.
L'any 2000 a Villedômain hi havia 12 explotacions agrícoles que ocupaven un total de 1.184 hectàrees.

## Poblacions més properes
El següent diagrama mostra les poblacions més properes.